# Nationstates
Jennifer Government: NationStates är ett politiskt nätbaserat onlinespel med inslag av rollspel. Spelet är skapat av författaren Max Barry och släpptes till allmänheten den 13 november 2002. Det är löst baserat på hans dystopiska novell Jennifer Government." Deltagarna i spelet skapar sin egen nation och totalt har över 2,5 miljoner nationer skapats. Förutom NationStates.net, som är det egentliga spelforumet och där politiska diskussioner, lobbying med mera äger rum, använder sig medlemmarna också av andra hemsidor och forum för att diskutera, lära sig olika saker och spela. Det finns också en wiki kopplad till NationStates med artiklar som handlar om nationerna, de regioner som de ingår i och annat som är relaterat till communityt och spelet.   

## Spelets struktur

### Inledning
Varje spelare leder ett land på det sätt hen finner bäst. Vid starten av spelet väljer spelaren ett namn på landet, vilken dess valuta skall vara, vad valutan heter och demokratiform. Hen svarar också på några ytterligare frågor som bestämmer landets position i frågor om medborgerliga, ekonomiska och politiska rättigheter. 

### Frågor
Spelaren presenteras varje vecka med nya frågor och väljer bland givna svarsalternativ. Spelaren kan också välja att ignorera frågor, vilket då inte påverkar landet. Görs ett aktivt svar betyder det att landet har beslutat i frågan. Till en början fanns bara 30 olika frågor, som skapats av Barry själv, men då detta medförde en allvarlig begränsning i spelets utveckling ändrades spelet så att länder med en befolkning över 500 miljoner har möjlighet att föreslå nya frågor, vilka då ställs till alla nationer. Denna regel infördes den 15 juli 2003.